# 윈도우 98
윈도우 98(Windows 98)은 마이크로소프트 윈도우 운영 체제의 윈도우 9x 제품군의 일부로서 마이크로소프트에서 개발한 소비자 지향 운영체제이다. 윈도우 95의 후속인 9x 계열의 두 번째 운영 체제이다. 1998년 5월 15일에 제조에 출시되었으며 일반적으로 1998년 6월 25일에 소매된다. 이전 버전과 마찬가지로 하이브리드 16비트이다. MS-DOS 기반의 부팅 단계를 갖춘 32비트 모놀리식 제품이다.
윈도우 98은 웹에 통합되어 있으며 이전 버전과 많은 유사점을 가지고 있다. 대부분의 개선 사항은 외관상이거나 사용자 경험을 개선하도록 설계되었지만 향상된 USB 지원 및 접근성, DVD 플레이어와 같은 하드웨어 발전 지원을 포함하여 시스템 기능 및 기능을 향상시키기 위해 도입된 몇 가지 기능도 있었다. 윈도우 98은 윈도우 드라이버 모델을 채택한 첫 번째 윈도우 버전이었으며 디스크 정리, 윈도우 업데이트, 다중 모니터 지원, 인터넷 연결 공유 등 차세대 윈도우에서 표준이 될 기능을 도입했다.
마이크로소프트는 윈도우 98을 완전히 향상된 차세대 윈도우라기보다는 윈도우 95에 대한 "튠업"(tune-up)이라고 홍보했다.
윈도우 98은 출시 당시 웹 통합 인터페이스와 사용 용이성, 그리고 윈도우 95에 존재했던 문제를 해결했다는 점에서 긍정적인 반응을 얻었지만 일부에서는 윈도우 95보다 훨씬 안정적이지 않다고 지적했다.
윈도우 98은 약 5,800만 개의 라이선스를 판매했으며 1999년 6월 10일에 출시된 윈도우 98 SE(Second Edition)이라는 주요 업데이트를 보았다.
2000년 후속 제품인 윈도우 미가 출시된 후 윈도우 98 및 98 SE에 대한 주류 지원은 2002년 6월 30일에 종료되었으며, 이어서 윈도우 미의 추가 지원 종료와 함께 2006년 7월 11일에 추가 지원이 종료되었다.

## 개발
윈도우 95의 성공에 이어 윈도우 98의 개발이 시작되었으며 처음에는 개발 코드명 "멤피스"(Memphis)로 시작되었다. 첫 번째 테스트 버전인 윈도우 멤피스 개발자 릴리스(Developer Release)는 1997년 1월에 출시되었다.
멤피스는 1997년 6월 30일에 출시된 윈도우 멤피스 베타 1로 처음 베타 버전에 들어갔다. 그 뒤를 이어 윈도우 98 베타 2가 멤피스 이름을 삭제하고 7월에 출시되었다. 마이크로소프트는 윈도우 95용 윈도우 98 업그레이드 팩과 함께 1998년 1분기에 윈도우 98의 전체 출시를 계획했지만 2분기에는 윈도우 3.x 운영 체제에 대한 유사한 업그레이드도 계획했다. 마이크로소프트의 제품 관리자인 스테이시 브레이포글(Stacey Breyfogle)은 윈도우 3 업그레이드의 최신 릴리스는 호환성 문제가 더 많고 사용자 반대가 없었기 때문에 윈도우 95보다 더 많은 테스트가 필요했기 때문이라고 설명했다. 마이크로소프트는 두 개의 업그레이드 팩을 하나로 병합하고 모든 출시 날짜를 2분기로 설정했다.
1997년 12월 15일 마이크로소프트는 윈도우 98 베타 3을 출시했다. 이는 윈도우 3.1x에서 업그레이드할 수 있는 최초의 빌드였으며 새로운 시작 및 종료 소리를 도입했다. 거의 완성된 윈도우 98 릴리스 후보는 1998년 4월 3일에 출시되었으며 같은 해 12월 31일에 만료되었다. 이는 그 달 COMDEX에서 열린 주목할만한 언론 시연과 동시에 이루어졌다. 마이크로소프트 CEO 빌 게이츠는 운영 체제의 사용 용이성과 플러그 앤 플레이(PnP)에 대한 향상된 지원을 강조했다. 그러나 프레젠테이션 보조자 크리스 카포셀라(Chris Capossela)가 USB 스캐너를 연결했을 때 운영 체제가 충돌하고 죽음의 블루 스크린이 표시되었다. 빌 게이츠는 청중의 조롱적인 박수와 환호를 받은 후 "그래서 우리가 아직 윈도우 98을 출시하지 않는 것 같다."라고 말했다. 이 행사의 영상은 인터넷에서 인기 있는 현상이 되었다.
빌드 1998은 1998년 5월 11일에 윈도우 98로 컴파일되었으며 5월 15일에 완전히 출시되었다. 회사는 소프트웨어 독점을 확대하려는 노력으로 무료 다운로드를 허용하고 인터넷 익스플로러 4.0과 함께 윈도우 라이선스를 제공할 계획을 가지고 계류 중인 법적 조치에 직면해 있었다. 마이크로소프트를 비판하는 사람들은 소송으로 인해 윈도우 98의 공개 출시가 더욱 지연될 것이라고 믿었다. 실제로는 그렇게 되지 않았으며 운영 체제는 1998년 6월 25일에 출시되었다.
윈도우 98 세컨드 에디션이라는 운영 체제의 두 번째 주요 버전은 나중에 1999년 3월에 공개되었다. 마이크로소프트는 1999년 4월 23일에 최종 빌드를 컴파일한 후 5월 5일에 완전히 제조에 출시되고 1999년 6월 10일에 공개 출시되었다. 윈도우 98은 마이크로소프트가 윈도우 NT 아키텍처와 윈도우 2000에 사용된 커널을 기반으로 한 2001년 윈도우 XP가 출시되기 전인 2000년에 윈도우 미를 최종 윈도우 9x 제품으로 출시하기 위해 잠시 부활할 때까지 윈도우 9x 라인의 최종 제품으로 남았다.
| 날짜                     | 빌드 넘버   | 다른 이름   | 종료일자                        | 비고 |
| ------------------------ | ----------- | ----------- | ------------------------------- | --- |
| 마이크로소프트 멤피스    |             |             |                                 | |
| 1996년 12월 15일         | 빌드 1351   |             | 1996년 6월 1일                  | |
| 1996년 12월 20일         | 빌드 1353   |             | 1996년 6월 1일                  | 공식 개발자 릴리스                                                                                                 |
| 멤피스 베타              |             |             |                                 | |
| 1997년 2월 7일           | 빌드 1387   | 베타 1      |                                 | |
| 1997년 2월 25일          | 빌드 1400   | 베타 1      |                                 | |
| 1997년 4월 8일           | 빌드 1423   |             |                                 | |
| 1997년 4월 26일          | 빌드 1488   |             |                                 | |
| 1997년 5월 24일          | 빌드 1511   |             |                                 | |
| 1997년 6월 2일           | 빌드 1513   |             | 1997년 12월 31일                | |
| 1997년 6월 9일           | 빌드 1518   |             | 1997년 12월 31일                | "Starting Memphis..."가 더 이상 표시되지 않는다.                                                                   |
| 1997년 6월 24일          | 빌드 1525   | 베타 1      | 1997년 12월 31일                | |
| 1997년 6월 25일          | 빌드 1532   | 베타 1      | 1997년 12월 31일                | |
| 1997년 7월 7일           | 빌드 1538   | 베타 1      | 1997년 12월 31일                | |
| 1997년 7월 14일          | 빌드 1543   |             | 1998년 1월 31일                 | 2024년 1월 2일에 유출되었다.                                                                                       |
| 1997년 7월 15일          | 빌드 1544   |             | 1998년 1월 31일                 | Windows Memphis의 부팅화면을 볼 수 있는 마지막 빌드.                                                               |
| 1997년 7월 31일          | 빌드 1546   | 베타 2      | 1998년 1월 31일                 | 공식 베타 2 빌드. "Windows 98 Beta 2"라는 부팅화면으로 교체.                                                       |
| 1997년 9월 4일           | 빌드 1581.1 | 베타 2      | 1998년 1월 31일                 | "Windows 98 Beta 2" 부팅화면을 사용하는 마지막 빌드.                                                               |
| 윈도우 98 베타           |             |             |                                 | |
| 1997년 10월 3일          | 빌드 1602   | 베타 2.1    | 1998년 3월 31일                 | 처음으로 윈도우 3.1x에서 업그레이드 가능                                                                           |
| 1997년 10월 16일         | 빌드 1611   | 베타 2.1    | 1998년 3월 31일                 | 2023년 2월 1일에 유출되었다.                                                                                       |
| 1997년 11월 10일         | 빌드 1629   | 베타 3      | 1998년 8월 24일                 | |
| 1997년 11월 17일         | 빌드 1633   | 베타 3      | 1998년 8월 24일                 | |
| 1997년 11월 23일         | 빌드 1650   | 베타 3      | 1998년 8월 24일                 | 2023년 3월 8일에 유출되었다.                                                                                       |
| 1997년 12월 3일          | 빌드 1650.3 | 베타 3      | 1998년 8월 24일                 | |
| 1997년 12월 9일          | 빌드 1650.8 | 베타 3      | 1998년 8월 24일 1998년 12월 1일 | 공식 베타 3 빌드.                                                                                                  |
| 윈도우 98 발표후보       |             |             |                                 | |
| 1998년 1월 19일          | 빌드 1671   | 베타 3      | 1998년 12월 1일                 | 같은 빌드 번호가 NT 5.0 Beta 1에서도 사용되었다.                                                                   |
| 1998년 1월 27일          | 빌드 1677   | 베타 3      | 1998년 12월 31일                | 2024년 6월 24일에 유출되었다.                                                                                      |
| 1998년 2월 1일           | 빌드 1681   | 베타 3      | 1998년 12월 31일                | "Windows 98 Beta 3" 부팅화면을 사용하는 마지막 빌드.                                                               |
| 1998년 2월 16일          | 빌드 1691   | RC 0        | 1998년 12월 31일                | |
| 1998년 3월 30일          | 빌드 1721.3 | RC 1        | 2001년 4월 1일                  | |
| 1998년 4월 10일          | 빌드 1723.4 | RC 2        |                                 | |
| 1998년 4월 26일          | 빌드 1900.6 | RC 4        |                                 | |
| 1998년 6월 25일          | 빌드 1998   | RTM(정식판) | 2006년 7월 11일                 | 이로써 윈도우 98 개발이 종료되었다.                                                                                |
| 윈도우 98 Second Edition |             |             |                                 | |
| 1999년 4월 7일           | 빌드 2183A  | RC 1        | 2000년 1월 30일                 | |
| 1999년 4월 7일           | 빌드 2184A  | RC 2        | 2000년 1월 30일                 | |
| 1999년 4월 7일           | 빌드 2185A  | RC 2        | 2000년 1월 31일                 | |
| 1999년 4월 7일           | 빌드 2222A  | RC 3        | 2000년 1월 31일                 | 정식 빌드와 매우 유사하지만 타임락이 있는 Windows 98의 마지막 빌드.                                                |
| 1999년 5월 5일           | 빌드 2222A  | RTM(정식판) | 2006년 7월 11일                 | 이로써 윈도우 98 SE 개발이 완료되었다. 98 SE는 98보다 많이 팔렸고, 새로운 장치가 추가, 기존의 기능들이 개선되었다. |

## 새로운 기능 및 업데이트된 기능
윈도우 98에서 새롭게 도입된 기능에는 AGP와 USB 지원, 다중 모니터 및 웹TV 지원이 있다. 또한 FAT32을 지원함으로써 윈도우 95에서 최대 2 GB였던 파티션 당 최대 용량 제한을 벗어날 수 있게 되었다. 윈도우 시리즈 가운데 처음으로 ACPI를 지원하였으며 당시 윈도우 95의 최신 버전에서처럼 윈도우 탐색기와 인터넷 익스플로러를 일체화(액티브 데스크톱)시킬 수 있었다.
이후 출시된 윈도우 98 SE에서는 USB 지원을 강화하였고 인터넷 익스플로러도 기존의 버전 4 대신 훨씬 빨라진 버전 5가 포함되었다. LAN으로 연결된 여러 대의 컴퓨터끼리 하나의 인터넷 연결을 함께 공유해 사용할 수 있게 하는 인터넷 연결 공유 기능이 추가되었으며, 마이크로소프트 넷미팅 3.0, DVD-ROM 드라이브 지원 기능도 추가되었다.

### 웹 통합 및 셸 개선
윈도우 98의 첫 번째 릴리스에는 인터넷 익스플로러 4.01이 포함되었다. 이는 세컨드 에디션에서 5.0으로 업데이트되었다. 인터넷 익스플로러 외에도 아웃룩 익스프레스, 윈도우 주소록, 프론트페이지 익스프레스, 마이크로소프트 챗, 개인 웹 서버 및 웹 게시 마법사, 넷쇼와 같은 다른 많은 인터넷 도우미 응용 프로그램이 포함되어 있다. 넷미팅을 사용하면 여러 사용자가 전화 회의를 열고 문서에서 서로 작업할 수 있다.
윈도우 98 셸은 웹에 통합되어 있다. 여기에는 데스크밴드, 액티브 데스크톱, 채널, 작업 표시줄의 해당 버튼을 클릭하여 전경 창을 최소화하는 기능, 한 번의 클릭으로 실행, 뒤로 및 앞으로 탐색 버튼, 즐겨찾기, 윈도우 탐색기의 주소 표시줄, 이미지 축소판, 폴더 정보 설명 및 웹 보기, HTML 기반 템플릿을 통한 폴더 및 폴더 사용자 정의가 포함되어 있다. 작업 표시줄은 웹이나 사용자 데스크탑에 대한 액세스 속도를 높이도록 설계된 사용자 정의 가능한 도구 모음을 지원한다. 이러한 도구 모음에는 주소 표시줄과 빠른 실행이 포함되어 있다. 주소 표시줄을 사용하면 사용자는 URL을 입력하여 웹에 액세스할 수 있으며 빠른 실행에는 바탕 화면 표시 버튼을 사용하여 창과 바탕 화면 간 전환과 같은 시스템 기능을 수행하는 바로 가기 또는 버튼이 포함되어 있다. 이 새로운 셸의 또 다른 특징은 대화 상자가 Alt-Tab 순서로 표시된다는 것이다.
윈도우 98은 또한 드라이브스페이스 3, 압축 에이전트(Compression Agent), 전화 접속 네트워킹 서버(Dial-Up Networking Server), 전화 접속 스크립팅 도구(Dial-Up Scripting Tool) 및 작업 스케줄러와 같은 윈도우 95용 마이크로소프트 플러스!의 셸 개선 사항, 테마 및 기타 기능을 통합한다. 윈도우 98에는 별도로 구매 가능한 플러스! 98이라는 플러스! 팩이 있었다.
창과 대화 상자의 제목 표시줄은 마이크로소프트 오피스 95에서 이식되고 개선된 기능인 2색 그라데이션을 지원한다. 윈도우 메뉴와 도구 설명은 슬라이드 애니메이션을 지원한다. 윈도우 98의 윈도우 탐색기는 윈도우 95와 마찬가지로 가독성을 위해 모두 대문자인 파일 이름을 문장 케이스로 변환한다. 그러나 모든 대문자 이름을 원래 대소문자로 표시하도록 허용하는 옵션도 제공한다. 윈도우 탐색기에는 압축된 CAB 파일에 대한 지원이 포함되어 있다. 퀵 레스(Quick Res) 및 텔레포니 로케이션 매니저(Telephony Location Manager) 윈도우 95 파워토이는 핵심 운영 체제에 통합되어 있다.

### 하드웨어 지원 개선

#### 윈도우 드라이버 모델

윈도우 98 아키텍처는 상위 계층이 하위 계층의 구성 요소에 종속되는 계층 계층으로 설정된다. 이 아키텍처와 윈도우 95 아키텍처의 차이점은 이제 윈도우 드라이버 모델을 사용하여 윈도우 98 코어와 레지스트리에 접근할 수 있다는 것이다.

윈도우 98은 WDM(윈도우 드라이버 모델)을 사용한 최초의 운영 체제였다. 이 사실은 윈도우 98이 출시되었을 때 잘 알려지지 않았으며 대부분의 하드웨어 생산업체는 윈도우 98이 호환성을 위해 지원했던 이전 VxD 드라이버 표준용 드라이버를 계속 개발했다. WDM 표준은 이전 VxD 표준과 호환되지 않았기 때문에 몇 년 후 대부분 윈도우 2000 및 윈도우 XP를 통해 널리 채택되었다. 윈도우 드라이버 모델을 사용하면 개발자는 다른 윈도우 버전과 호환되는 드라이버를 작성할 수 있다. WDM의 장치 드라이버 액세스는 여러 윈도우 NT 관련 커널 지원 기능을 구현하는 VxD 장치 드라이버인 NTKERN.VXD를 통해 구현된다.
WDM 오디오 지원을 통해 윈도우 98에서 고품질 샘플 속도 변환을 통한 동시 오디오 스트림 및 커널 스트리밍의 디지털 믹싱, 라우팅 및 처리가 가능하다. WDM 오디오를 사용하면 레거시 하드웨어의 소프트웨어 에뮬레이션을 통해 MS-DOS 게임, DirectSound 지원 및 MIDI 웨이브테이블 합성. MIDI 장치에 대한 윈도우 95 11 장치 제한이 제거되었다. 롤랜드에서 라이센스를 받은 마이크로소프트 GS 웨이브테이블 신시사이저(Wavetable Synthesizer)는 WDM 오디오 드라이버용 윈도우 98과 함께 제공된다. 윈도우 98은 오디오 CD의 디지털 재생을 지원하며 세컨드 에디션에서는 DirectSound 하드웨어 믹싱 및 DirectSound 3D 하드웨어 추상화, DirectMusic 커널 지원, 캡처 스트림을 위한 KMixer 샘플 속도 변환 및 다중 채널 오디오 지원을 추가하여 WDM 오디오 지원을 향상시킨다. 모든 오디오는 커널 믹서에 의해 고정된 샘플링 속도로 샘플링된다. 이로 인해 일부 오디오가 업샘플링되거나 다운샘플링되고 대기 시간이 길어질 수 있다. 단, 커널 스트리밍 또는 혼합되지 않은 오디오 스트림과 더 낮은 오디오 스트림을 허용하는 ASIO와 같은 타사 오디오 경로를 사용하는 경우는 예외이다. 지연 시간. 윈도우 98에는 실시간 멀티미디어 데이터 스트림 처리 요구 사항을 해결하기 위한 WDM 스트리밍 클래스 드라이버(Stream.sys)와 향상된 비디오 재생 및 캡처를 위한 WDM 커널 모드 비디오 전송도 포함되어 있다.
윈도우 드라이버 모델에는 윈도우의 TV 기술 지원을 위한 백본인 브로드캐스트 드라이버 아키텍처도 포함되어 있다. 윈도우용 WebTV는 호환되는 TV 튜너 카드가 설치된 경우 컴퓨터에서 TV를 시청할 수 있도록 BDA를 활용했다. TV 목록은 인터넷에서 업데이트될 수 있었고 WaveTop 데이터 방송은 기존 방송 TV 신호의 수직 블랭킹 간격 부분에 데이터 스트림을 내장하여 안테나나 케이블을 사용하여 일반 TV 신호를 통해 방송에 대한 추가 데이터를 수신할 수 있게 했다.

#### 기타 장치 지원 개선
윈도우 98은 OEM 버전 OSR2.1 이상에서만 지원되었던 윈도우 95보다 더 강력한 USB 지원을 제공했다. 윈도우 98은 USB 허브, USB 스캐너 및 이미징 클래스 장치를 지원한다. 윈도우 98은 또한 특정 개수의 소비자 페이지 HID 컨트롤을 통한 추가 키보드 기능을 포함하여 USB 마우스, 키보드, 강제 피드백 조이스틱 등과 같은 일부 USB 휴먼 인터페이스 장치 클래스(USB HID) 및 PID 클래스 장치에 대한 기본 지원을 도입했다. 윈도우 98은 UDMA, 3DNow!, SSE도 지원한다.
윈도우 98에는 대기 및 최대 절전 모드를 활성화하는 ACPI 1.0 지원이 도입되었다. 그러나 최대 절전 모드 지원은 극히 제한적이며 공급업체마다 다르다. 최대 절전 모드는 호환 가능한(PnP) 하드웨어와 BIOS가 있고 하드웨어 제조업체나 OEM에서 제공한 ACPI 호환 드라이버가 있는 경우에만 사용할 수 있다. 그러나 FAT32 파일 시스템에는 최대 절전 모드 문제가 있어 최대 절전 모드가 문제가 되고 불안정해진다.
일반적으로 윈도우 98은 윈도우 95에 비해 IDE 및 SCSI 드라이브와 드라이브 컨트롤러, 플로피 드라이브 컨트롤러 및 기타 모든 하드웨어 클래스에 대해 개선되고 더 광범위한 지원을 제공한다. 통합 AGP(Accelerated Graphics Port) 지원이 있다. (윈도우 95 OSR2 및 이후 윈도우 95 릴리스에 대한 USB 추가 기능에는 AGP가 지원되었지만). 윈도우 98에는 DVD 지원과 UDF 1.02 읽기 지원이 내장되어 있다. TWAIN을 지원하는 STI(스틸 이미징 아키텍처)는 스캐너와 카메라에 도입되었고, 장치에는 색 공간 변환을 수행하는 Image Color Management 2.0이 도입되었다. 다중 모니터 지원을 통해 단일 PC에서 최대 9개의 다중 모니터를 사용할 수 있으며, 이 기능을 사용하려면 모니터당 하나의 PCI 그래픽 어댑터가 필요하다. 윈도우 98에는 DirectShow가 포함된 DirectX 5.2가 함께 제공된다. 윈도우 98 SE는 나중에 DirectX 6.1과 함께 출시된다.

### 네트워크 개선
TCP/IP에 대한 윈도우 98 네트워킹 향상에는 윈속 2에 대한 기본 지원, SMB 서명, 새로운 IP 도우미 API, 자동 개인 IP 주소 지정(링크 로컬 주소 지정이라고도 함), IP 멀티캐스팅 및 고속 성능 향상이 포함된다. 고대역폭 네트워크. TCP/IP를 통한 멀티호밍 지원이 향상되었으며 RIP 수신기 지원이 포함된다.
주소 할당 충돌 감지 및 더 긴 시간 초과 간격을 포함하도록 DHCP 클라이언트가 향상되었다. 지정된 모든 WINS 서버가 쿼리되거나 연결이 설정될 때까지 초기 세션 설정에 실패한 경우 여러 WINS 서버를 지속적으로 쿼리하도록 WINS 클라이언트의 NetBT 구성이 개선되었다.
네트워크 드라이버 인터페이스 사양 5 지원은 윈도우 98이 이더넷, FDDI(Fiber Distributed Data Interface), 토큰 링, ATM(비동기 전송 모드), ISDN, 광역 네트워크, X.25 및 X.25를 포함한 광범위한 네트워크 미디어를 지원할 수 있음을 의미한다. 프레임 릴레이. 추가 기능에는 NDIS 전원 관리, 서비스 품질 지원, WMI(Windows Management Instrumentation) 및 모든 윈도우 버전에서 단일 INF 파일 형식 지원이 포함된다.
윈도우 98 전화 접속 네트워킹은 PPTP 터널링, ISDN 어댑터 지원, 멀티링크 지원 및 비표준 로그인 연결을 자동화하는 연결 시간 스크립팅을 지원한다. 멀티링크 채널 집합을 통해 사용자는 사용 가능한 모든 전화 접속 회선을 결합하여 더 높은 전송 속도를 얻을 수 있다. PPP 연결 로그는 전달되는 실제 패킷을 표시할 수 있으며 윈도우 98에서는 연결당 PPP 로깅을 허용한다. 전화 접속 네트워킹 개선 사항은 윈도우 95 OSR2에서도 사용할 수 있으며 이전 윈도우 95 릴리스용으로 다운로드할 수 있다.
사용자 프로필이 활성화된 네트워크 컴퓨터의 경우 윈도우 98에는 해당 컴퓨터에 구성된 모든 사용자를 나열하는 마이크로소프트 패밀리 로그온 기능이 도입되어 사용자가 이름을 입력할 필요 없이 목록에서 간단히 이름을 선택할 수 있다.
윈도우 98은 4 Mbit/s의 속도로 데이터를 보내고 받을 수 있는 직렬 적외선 장치와 고속 적외선 장치를 모두 지정하는 IrDA 3.0을 지원한다. 적외선 연결을 통해 파일을 전송하는 새로운 응용 프로그램인 "Infrared Recipient"가 포함되었다. 윈도우 98의 IrDA 스택은 IrCOMM 커널 모드 드라이버를 통한 네트워킹 프로필을 지원한다. 윈도우 98에는 윈도우 NT 서버와 같은 서버 메시지 블록 공유에서 분산 파일 시스템 트리를 검색하는 지원 기능도 내장되어 있다.
UPnP 및 NAT 통과 API는 윈도우 XP 네트워크 설정 마법사를 설치하여 윈도우 98에 설치할 수 있다. L2TP/IPsec VPN 클라이언트도 다운로드할 수 있다. 액티브 디렉터리 클라이언트 확장을 설치하면 윈도우 98은 윈도우 2000 액티브 디렉터리의 여러 기능을 활용할 수 있다.

### 시스템 및 내장 유틸리티 개선

#### 성능 개선
윈도우 95에는 하드 드라이브에서 가장 최근에 액세스한 정보를 메모리에 캐시하는 32비트 보호 모드 캐시 드라이버 VCACHE(SMARTDrv 대체)가 도입되었다. 그러나 캐시 매개변수는 너무 많은 메모리를 소비하고 메모리를 충분히 빨리 해제하지 않아 페이징이 너무 일찍 발생하여 성능이 저하되므로 수동 조정이 필요했다. 디스크 및 네트워크 액세스, CD-ROM 액세스 및 페이징을 위한 윈도우 98 VCACHE 캐시 크기 관리는 윈도우 95에 비해 더 동적이므로 캐시 매개변수에 대한 조정이 필요하지 않다. FAT32 파일 시스템에서 윈도우 98에는 실행 파일의 코드 페이지가 가상 메모리에 복사하는 대신 4K 경계에 정렬/매핑된 경우 디스크 캐시 자체에서 응용 프로그램을 실행할 수 있는 맵캐시(MapCache)라는 성능 기능이 있다. 이로 인해 응용 프로그램을 실행하는 데 사용할 수 있는 메모리가 늘어나고 스왑 파일 사용량이 줄어든다.
윈도우 98 레지스트리 처리는 손상을 방지하기 위해 윈도우 95보다 더 강력하며 제한 사항을 제거하고 레지스트리 성능을 향상시키기 위한 몇 가지 향상된 기능이 있다. 윈도우 95 레지스트리 키 크기 제한인 64KB가 사라졌다. 레지스트리는 메모리를 덜 사용하고 캐싱이 더 좋다.
자주 사용하는 프로그램 파일을 프로그램 시작에 최적화된 하드디스크 영역에 재배열할 수 있도록 디스크 조각 모음 기능이 개선되었다. 그런데도 불구하고 "드라이브 내용이 변경되었다....다시 시작한다."라는 메시지가 뜬다. 윈도우 95와 마찬가지로 이 버전에도 여전히 존재한다(즉, 하드 드라이브의 내용이 변경된 경우 전체 드라이브가 다시 검색된 다음 중단된 부분부터 진행이 재개된다). 동일한 영역에서 너무 여러 번 멈춘 경우 , 계속 시도해야 하는지 아니면 포기해야 하는지 사용자에게 묻는다. 이 문제는 윈도우 미 버전의 디스크 조각 모음에서 제거되었으며 사용자가 간단히 복사하면 윈도우 98 또는 윈도우 95에서 작동한다.
윈도우 98은 장치 드라이버를 초기화하지 않고 종료를 시작하는 빠른 종료 기능도 지원한다. 그러나 이로 인해 버그가 있는 드라이버가 활성화된 경우 컴퓨터를 종료하는 대신 윈도우 98이 중단될 수 있으므로 마이크로소프트는 이 기능을 비활성화하기 위한 지침을 제공했다. 윈도우 98은 이동식 디스크 드라이브에 대한 라이트 비하인드(write-behind) 캐싱을 지원한다. 파티션을 포맷하지 않고 FAT16 파티션을 FAT32로 변환하는 유틸리티도 포함되어 있지만 드라이브스페이스와 호환되지 않는다.

### 기타 시스템 도구
윈도우 98에서는 다양한 기타 시스템 도구와 액세서리에 많은 개선이 이루어졌다. 마이크로소프트 백업은 윈도우 98에서 차등 백업과 SCSI 테이프 장치를 지원한다. 새로운 도구인 디스크 정리를 사용하면 디스크에서 불필요한 파일을 지울 수 있다. 정리 위치는 디스크 정리 처리기를 통해 확장 가능하다. 정기적인 자동 정리를 위해 디스크 정리를 자동화할 수 있다.
Scanreg(DOS) 및 ScanRegW는 윈도우 레지스트리를 백업, 복원 또는 최적화하는 데 사용되는 레지스트리 검사기 도구이다. ScanRegW는 레지스트리의 무결성을 테스트하고 윈도우가 성공적으로 부팅될 때마다 백업 복사본을 저장한다. 최대 복사본 수는 "scanreg.ini" 파일을 통해 사용자가 사용자 정의할 수 있다. 윈도우 부팅 실패를 유발하는 레지스트리 복원은 ScanReg를 사용하는 DOS 모드에서만 수행할 수 있다.
시스템 구성 유틸리티는 컴퓨터를 실행하는 데 필요하지 않은 프로그램과 서비스를 비활성화하는 데 사용되는 새로운 시스템 유틸리티이다. 디스크 검사, 디스크 조각 모음 및 디스크 정리를 예약하고 자동화하는 유지 관리 마법사가 포함되어 있다. VBScript 및 JScript 엔진이 포함된 윈도우 스크립트 호스트가 내장되어 있으며 버전 5.6으로 업그레이드할 수 있다. 시스템 파일 검사기는 설치된 시스템 파일 버전이 윈도우 98 이상에 설치된 버전과 동일한지 확인한다. 손상되었거나 이전 버전은 올바른 버전으로 대체된다. 이 도구는 DLL 지옥 문제를 해결하기 위해 도입되었으며 윈도우 Me에서는 시스템 파일 보호로 대체되었다.
윈도우 98 설치 프로그램은 설치를 단순화하여 필요한 사용자 입력의 양을 줄인다. 윈도우 98 시동 디스크에는 CD-ROM용 특정 드라이버를 사용할 수 없는 경우 대신 사용할 수 있는 일반 리얼 모드 ATAPI 및 SCSI CD-ROM 드라이버가 포함되어 있다.
윈도우 업데이트를 사용하여 시스템을 업데이트할 수 있다. 사용자에게 중요한 업데이트를 자동으로 알리는 유틸리티가 나중에 출시되었다.
윈도우 98에는 실행 중인 작업, 명령줄 스위치가 있는 시작 프로그램, 시스템 패치, 커널 드라이버, 사용자 드라이버, DOS 드라이버 및 16비트 모듈과 같은 포괄적인 정보를 수집하고 나열하는 향상된 버전의 닥터 왓슨 유틸리티가 포함되어 있다. 시스템 트레이에 닥터 왓슨이 로드된 상태에서 소프트웨어 오류(일반 보호 오류, 중단 등)가 발생할 때마다 닥터 왓슨은 이를 가로채어 충돌한 소프트웨어와 그 원인을 표시한다.
윈도우 보고서 도구는 시스템 구성의 스냅샷을 찍어 사용자가 시스템 정보와 함께 수동 문제 보고서를 기술자에게 제출할 수 있도록 해준다. 제출된 보고서에 대한 이메일 확인이 있다.

#### 보조 프로그램
윈도우 98에는 마이크로소프트 돋보기, 접근성 마법사 및 Microsoft Active Accessibility 1.1 API(MSAA 2.0으로 업그레이드 가능)가 포함되어 있다. WinHelp를 대체하기 위해 15개의 문제 해결 마법사가 포함된 새로운 HTML 도움말 시스템이 도입되었다.
사용자는 메모장에서 글꼴을 구성할 수 있다. 마이크로소프트 그림판은 GIF 투명도를 지원한다. 하이퍼터미널은 텔넷 클라이언트로 사용할 수 있는 TCP/IP 연결 방법을 지원한다. 윈도우용 이미징이 업데이트되었다. 하드웨어 및 소프트웨어 성능을 추적하는 데 사용되는 시스템 모니터는 로그 파일로의 출력을 지원한다.

#### 기타 개선 사항
- TAPI(Telephony API) 2.1
- DCOM 버전 1.2
- PANOSE 정보를 사용하여 결정된 유사성을 기준으로 글꼴을 나열하는 기능.
- Batch 98 및 INFInst.exe와 같은 설정을 자동화하는 도구는 오류 검사, 정보 자동 수집을 지원하여 시스템 레지스트리에서 직접 INF 파일 생성, IE4 사용자 정의, 셸 및 데스크탑 설정 및 사용자 정의 드라이버 추가를 지원한다.
- 윈도우 98 CD에는 몇 가지 다른 리소스 킷(Resource Kit) 도구가 포함되어 있다.
- 윈도우 98에는 배터리 부족 경보 및 배터리 부족 경보에 대한 새로운 시스템 이벤트 소리가 있다.
- 윈도우 98에는 새롭고 업데이트된 시스템 사운드도 도입되었다. 윈도우 98의 새로운 시작 사운드는 마이크로소프트 사운드 엔지니어 켄 카토가 작곡했는데, 그는 "따라하기 힘든 작업"이라고 생각했다.
- 윈도우 98에는 플래시 플레이어 및 쇼크웨이이브 플레이어가 사전 설치되어 제공된다.[43]

## 에디션

### 윈도우 98 세컨드 에디션
윈도우 98 세컨드 에디션(종종 윈도우 98 SE로 단축되고 때로는 Win98 SE 또는 98 SE로 단축됨)은 윈도우 2000이 출시되기 8개월 전인 1999년 6월 10일에 출시된 윈도우 98의 업데이트 버전이다.여기에는 많은 버그 수정, 향상된 WDM 오디오 및 모뎀 지원, 향상된 USB 지원, 추가된 SSE2 지원, 인터넷 익스플로러 4.0을 인터넷 익스플로러 5.0으로 대체, 웹 폴더(윈도우 탐색기용 WebDAV 네임스페이스 확장) 및 관련 셸 업데이트가 포함된다. 또한 기본 OHCI 호환 FireWire DV 캠코더 지원(MSDV 클래스 드라이버)과 대용량 저장 클래스 장치에 대한 SBP-2 지원도 포함되어 있다. Wake-On-LAN은 네트워크 활동으로 인해 일시 중지된 네트워크 컴퓨터를 다시 활성화하고, 인터넷 연결 공유를 사용하면 여러 네트워크 클라이언트 컴퓨터가 단일 호스트 컴퓨터를 통해 인터넷 연결을 공유할 수 있다.
업데이트의 다른 기능으로는 DirectSound에 대한 주요 개선 사항을 도입한 DirectX 6.1과 DirectMusic 도입, 비동기 전송 모드 지원 개선(IP/ATM, PPP/ATM 및 윈속 2/ATM 지원), 이전 미디어 플레이어를 대체하는 윈도우 미디어 플레이어 6.1, 마이크로소프트 넷미팅 3.0, MDAC 2.1 및 WMI가 있다. 윈도우 98의 이전 버전이 49.7일(232밀리초에 해당) 동안 실행되면 대부분의 시스템이 충돌하는 메모리 오버플로 문제가 해결되었다. 이 버그는 이전 버전인 윈도우 95에도 있었다. 윈도우 98 SE는 기존 윈도우 98 사용자를 위한 정품 업그레이드 및 정식 버전 패키지, OEM 및 세컨드 에디션 업데이트 디스크도 제공된다. USB 오디오 장치 클래스 지원은 윈도우 98 SE부터 제공된다. 윈도우 98 세컨드 에디션에서는 일반적으로 모든 장치에 대한 WDM 지원이 향상되었으며 모뎀(따라서 USB 모뎀 및 가상 COM 포트)에 대한 WDM 지원이 도입되었다. 그러나 윈도우 98에서는 USB 프린터와 USB 대용량 저장 장치 클래스 모두에 대한 마이크로소프트 드라이버 지원을 사용할 수 없다.

#### 제거된 기능
윈도우 98 원본 릴리스의 활성 채널 채널 표시줄은 윈도우 98 세컨드 에디션에서 제거되었으며 처음 부팅할 때 설치되지 않지만 윈도우 98 원본 릴리스에서 윈도우 98 세컨드 에디션으로 업그레이드하는 경우 유지된다.
윈도우 98 세컨드 에디션에는 윈도우 98의 원본 릴리스와 달리 WinG API 또는 리얼플레이어 4.0이 함께 제공되지 않았다. 왜냐하면 두 가지 모두 DirectX 및 윈도우 미디어 플레이어로 대체되었기 때문이다.

### 한국어 버전
1998년 8월 11일에 출시된 윈도우 98 한국어판에는 유니코드 2.0의 한글 11,172자를 지원하는 최초의 IME가 제공되었다. 윈도우 95 한국어판의 IME와 다른 점은 사용자 인터페이스의 개선, 한자를 변환할 때 음과 뜻을 보여 주는 기능 추가 등이 있다.

## 업그레이드 가능성
윈도우 98의 여러 구성 요소는 더 새로운 버전으로 업그레이드가 가능하다. 여기에는 다음이 포함된다.
- 인터넷 익스플로러 6 SP1 및 아웃룩 익스프레스 6 SP1
- 윈도우 미디어 형식 런타임 및 윈도우 미디어 플레이어 9 시리즈
- 윈도우 미디어 인코더 7.1 및 윈도우 미디어 8 인코딩 유틸리티
- DirectX 9.0c(최신 호환 런타임은 2007년 10월 이후임)
- MSN 메신저 7.0
- 최신 마이크로소프트 운영 체제의 중요한 기능을 윈도우 98에 설치할 수 있다. 그 중 가장 중요한 기능은 닷넷 프레임워크 버전 2.0, 비주얼 C++ 2005 런타임, 윈도우 인스톨러 2.0, GDI+ 재배포 가능 라이브러리, 원격 데스크톱 연결 클라이언트 5.2 및 텍스트 서비스 프레임워크이다.
- MSXML 3.0 SP7, 마이크로소프트 에이전트 2.0, 넷미팅 3.01, MSAA 2.0, 액티브싱크 3.8, WSH 5.6, 마이크로소프트 데이터 액세스 컴포넌츠 2.81 SP1, WMI 1.5 및 스피치 API 4.0과 같은 기타 여러 구성 요소.
- 오피스 XP는 윈도우 98과 호환되는 마이크로소프트 오피스의 마지막 버전이다.
- 윈도우 98은 유니코드를 완전히 지원하지 않지만 마이크로소프트 레이어 포 유니코드가 설치된 경우 특정 유니코드 응용 프로그램을 실행할 수 있다.

## 시스템 요구 사항
윈도우 98 복사본의 대부분은 CD-ROM으로 배포되었다. 3.25인치 플로피 디스크 버전은 비록 우편 주문을 통해서만 가능했지만 이전 시스템에서는 사용할 수 있었다. 윈도우 98의 플로피 디스크 버전은 39개의 DMF 형식 플로피 디스크로 출시되었으며 CD-ROM 버전에 포함되었을 수 있는 일부 추가 소프트웨어 구성 요소는 제외되었다. 윈도우 98 SE는 CD-ROM으로만 사용할 수 있었기 때문에 윈도우 98의 원래 릴리스는 플로피 디스크로 사용할 수 있는 마지막 윈도우 버전이었다. 윈도우 98 포 마이크로소프트 플러스!도 CD-ROM으로만 제공되었다.
윈도우 98의 두 가지 주요 버전에는 실행에 필요한 최소 요구 사항이 있다.
| 필드            | 시스템 | 시스템 | 설명 |
| 필드            | 윈도우 98 | 세컨드 에디션 | 설명 |
| --------------- | --- | --- | --- |
| 프로세서        | 인텔 80486 66 MHz 이상 | 인텔 80486 66 MHz 이상 | 권장 펜티엄 프로세서                                                                                                  |
| RAM             | 16 MB | 24 MB | 24 MB 권장. 설치 과정 중에 /nm 옵션을 사용하면 8 MB 머신에서도 실행은 가능하다.                                       |
| 스토리지        | - 윈도우 3.1 또는 95에서 업그레이드: 120–295 MB (보통 195 MB). - 신규 설치 (FAT16): 165–355 MB (보통 225 MB). - 신규 설치 (FAT32): 140–255 MB (보통 175 MB). | - 윈도우 3.1 또는 95에서 업그레이드: 120–295 MB (보통 195 MB). - 신규 설치 (FAT16): 165–355 MB (보통 225 MB). - 신규 설치 (FAT32): 140–255 MB (보통 175 MB). | 필요한 공간은 설치 방법과 선택한 구성 요소에 따라 다르지만 가상 메모리, 시스템 유틸리티, 드라이버 등을 고려해야 한다. |
| 디스플레이      | VGA 이상의 해상도 모니터 (640×480) | VGA 이상의 해상도 모니터 (640×480) | |
| 미디어 드라이브 | CD-ROM 또는 DVD-ROM 드라이브 | CD-ROM 또는 DVD-ROM 드라이브 | 플로피 설치는 가능하지만 느리다                                                                                       |
| 입력            | 마이크로소프트 마우스 호환 포인팅 장치 | 마이크로소프트 마우스 호환 포인팅 장치 | |

사용자는 문서화되지 않은 /NM 설정 스위치를 사용하여 프로세서 요구 사항 확인을 우회할 수 있다. 이를 통해 인텔 80386만큼 오래된 프로세서를 탑재한 컴퓨터에 설치할 수 있다.
윈도우 98 한국어판 설치에 필요한 시스템 사양은 다음과 같다.
- 24 MB의 메모리
- 설치하는 옵션에 따라 필요한 하드 디스크 빈 공간
  - 윈도우 95 또는 3.1에서 업그레이드: 120-290 MB (일반적으로 165 MB)
  - 새로 설치, FAT16 파일 시스템: 165-330 MB (일반적으로 225 MB)
  - 새로 설치, FAT32 파일 시스템: 140-220 MB (일반적으로 175 MB)

### 제한
2.1GHz보다 빠른 프로세서를 탑재한 컴퓨터에서는 윈도우 98의 원본 릴리스가 부팅되지 않을 수 있다. 윈도우 98은 변경 없이 최대 512MB의 RAM만 처리하도록 설계되었다. 운영 체제에서 사용하도록 설계된 최대 RAM 용량은 최대 1GB RAM이다. RAM이 1.5GB 이상인 시스템은 시작하는 동안 계속 재부팅될 수 있다.
윈도우 98은 특정 피닉스 BIOS 구성을 사용하는 시스템에서 32GB보다 큰 용량의 하드 드라이브를 실행하는 데 문제가 있을 수 있다. 소프트웨어 업데이트로 이 단점이 해결되었다.
윈도우 98의 원본 릴리스에는 1.5GHz보다 빠른 프로세서를 탑재한 컴퓨터에서 활성 채널 채널 표시줄이 제대로 설정되지 않는 버그가 있을 수 있다.

## 지원 사이클
윈도우 98을 실행하는 컴퓨터는 윈도우 XP 요구 사항을 충족하는 경우 윈도우 XP로 직접 업그레이드할 수 있다. 마이크로소프트의 소비자 제품 수명 주기 정책에 따른 윈도우 98에 대한 지원은 원래 2003년 6월 30일에 종료될 예정이었지만 2002년 12월에 마이크로소프트는 지원 기간을 2004년 1월 16일로 연장했다. 그런 다음 이 날짜는 다시 6월 30일로 연장되었다. 2006년 2004년 1월 13일부터 최종 지원 종료일인 2006년 7월 11일까지 확장 사유로 신흥 시장의 지원 규모를 언급했다.
윈도우 98의 소매 판매는 2002년 6월 30일에 종료되었으며 나중에 마이크로소프트가 썬 마이크로시스템즈와 체결한 자바 관련 합의 조건으로 인해 어떤 형태로든(MSDN 등을 통해) 마이크로소프트에서 완전히 사용할 수 없게 되었다.
윈도우 업데이트 웹사이트는 윈도우 98의 지원 종료 이후에도 계속 사용할 수 있었지만, 2011년에 마이크로소프트는 윈도우 업데이트 v4 웹 사이트를 중단하고 서버에서 윈도우 98 및 윈도우 98 SE용 업데이트를 제거했다.

## 평가
윈도우 98은 출시되기 전인 1998년 4월 컴덱스에서 미리 시연되었다. 마이크로소프트의 최고경영자인 빌 게이츠는 이 새로운 운영 체제를 사용할 때 얻을 수 있는 편리함과 향상된 플러그 앤드 플레이(PnP) 지원을 강조하였다. 그러나 프로그램 매니저인 크리스 커포셀라가 시연 도중 이미지 스캐너를 연결해 자동으로 설치하려 하자 윈도우 98은 블루스크린을 보이며 다운되었다. 빌 게이츠는 “이게 바로 아직 윈도우 98을 출시하지 않는 이유”라는 재치로 상황을 모면하였고, 이후에 이 장면을 담은 동영상은 인터넷에서 널리 유행하였다. 나중에 출시된 윈도우 98 SE는 매우 성공적인 운영 체제였으나, 마이크로소프트에서는 윈도우 98의 사용자들에게 윈도우 98 SE의 무료 업그레이드를 제공하지는 않았다. 하지만 20달러라는 저렴한 가격에 업그레이드되었다.
윈도우 98은 개선된 그래픽 사용자 인터페이스, 사용자 정의 가능성, 사용 용이성( 30~31 ),:30–31 윈도우 95에 대한 사용자와 비평가의 불만 사항을 해결한 정도 등 긍정적인 평가를 받으며 출시되었다. 스마트 컴퓨팅(Smart Computing)의 마이클 스윗(Michael Sweet)은 인터넷 브라우저의 기능을 강력하게 통합했으며 파일 및 폴더 탐색이 더 쉽다는 것을 알았다. PC 컴퓨팅의 에드 봇(Ed Bott)은 버그 수정, 더 쉬운 문제 해결, DVD 플레이어 및 USB와 같은 고급 하드웨어 지원을 칭찬했다. 그러나 그는 또한 운영 체제의 충돌 빈도가 약간 적다는 사실을 발견하고 높은 업그레이드 가격과 시스템 요구 사항을 비판하면서 별 5개 중 4개를 주었다.

### 판매
윈도우 98은 출시 후 첫 4일 동안 530,000개의 라이선스를 판매하여 윈도우 95의 510,000개를 넘어섰다. 이후 출시 첫 달과 두 번째 달에 각각 총 580,000개와 350,000개의 라이선스를 판매했다.
윈도우 98은 출시 첫 해에 총 1,500만 개의 라이선스를 판매했다. 이는 이전 제품보다 200만 개가 더 많은 것이다. 그러나 인터내셔널 데이터 코퍼레이션은 데스크톱 시장에 출하된 약 8,900만 대의 컴퓨터 중 운영 체제의 시장 점유율이 17.2%인 반면 윈도우 95는 57.4%인 것으로 추정했다. 한편, 두 운영 체제는 윈도우 98의 판매 실적이 향상되는 반면 윈도우 95는 감소하는 추세를 계속 관찰했다. 자바 가상 머신에 대한 썬 마이크로시스템즈와의 법적 분쟁 및 후속 합의 이후 마이크로소프트는 2003년 12월 15일에 운영 체제 배포를 중단했으며 IDC는 그때까지 전 세계적으로 총 5,800만 개의 복사본이 설치된 것으로 추정했다.

## 같이 보기
- 윈도우 95
- 윈도우 미
- 마이크로소프트 윈도우